# Vilavoorkkal
Vilavoorkkal es una ciudad censal situada en el distrito de Thiruvananthapuram en el estado de Kerala (India). Su población es de 31761 habitantes (2011). Se encuentra a 8 km de Thiruvananthapuram y a 75 km de Kollam.

## Demografía
Según el censo de 2011 la población de Vilavoorkkal era de 31761 habitantes, de los cuales 15647 eran hombres y 16114 eran mujeres. Vilavoorkkal tiene una tasa media de alfabetización del 95,50%, inferior a la media estatal del 94%: la alfabetización masculina es del 95,19%, y la alfabetización femenina del 91,86%.